# Gustave Rivet
Pour les articles homonymes, voir Rivet (homonymie).
Gustave Rivet est un poète, dramaturge et homme politique français né le 25 février 1848 à Domène et décédé le 20 juin 1936 à Barraux.

## Enfance et jeunesse
Né de père instituteur, Gustave Rivet passe son enfance à Domène dans la vallée du Grésivaudan tout près de Grenoble. Il y fait de brillantes études au lycée Stendhal. En 1864 son père, François Rivet, marié en 1842 à Rosalie Murys, est nommé à Nogent-le-Rotrou. Le jeune Rivet quitte ainsi le Dauphiné pour la capitale.
Élève au lycée Louis-le-Grand de Paris, il est très vite attiré par le quartier latin. Il va alors découvrir sa vocation pour la littérature, la poésie et le théâtre. À l'âge de 20 ans, il entreprend la rédaction d'un carnet intime qu'il rédigera tout au long de sa vie.
Son père meurt en janvier 1870 alors qu'il n'a que 22 ans. En 1871, il est licencié ès lettres et le 7 octobre de la même année, il est présenté à l'écrivain Victor Hugo en qui il voit un père spirituel. L'année suivante, il est professeur au lycée de Dieppe, et épouse Laurence Poirel de Kesel en août 1872.

## Le poète

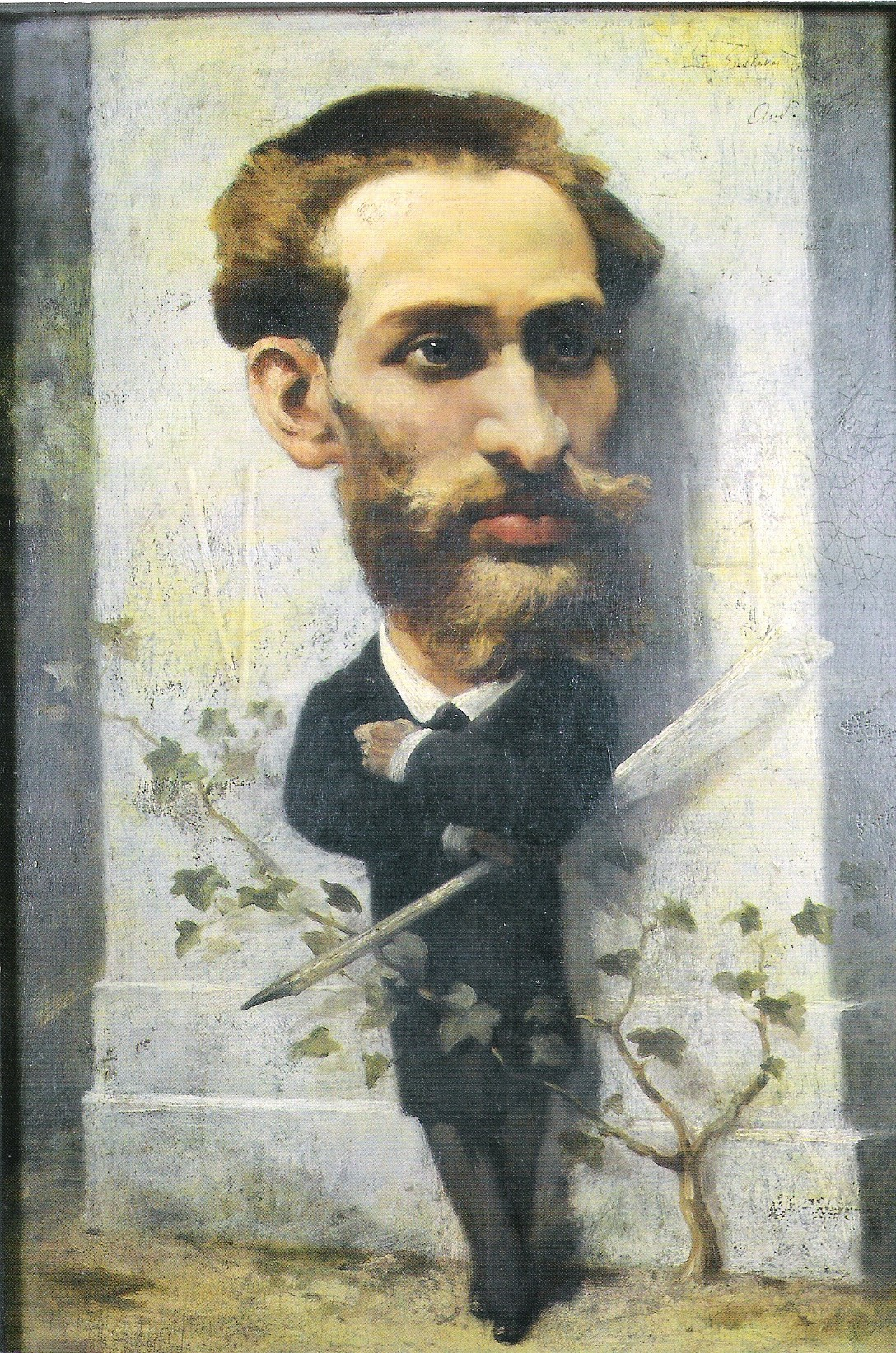
Gustave Rivet dessiné par Gill.

Ses premiers essais littéraires remontent à ses années de collège, mais il publie son premier recueil de poèmes en 1868, Les Joies de collège.
Lors de la guerre franco-prussienne de 1870, alors qu'il participe en qualité d'ambulancier, il rédige L'Alsacien (réédité en 1914). En 1871, il publie Mots d'amour sous le pseudonyme d'Hector L'Estraz. Début 1874, il publie Les Voix perdues.
En 1878, admis dans l'intimité de la famille Hugo, il publie Victor Hugo chez lui et en reçoit les félicitations du grand poète. Dans le cercle des amis intimes de Victor Hugo sont commentés les évènements politiques ou les pièces de théâtre qu'ils ont vues. Rivet y fréquente Flaubert, Lockroy, Valade, Calman-Lévy.
En 1919, il obtient le prix Archon-Despérouses.
Entre 1883 et 1924, la vie politique ne lui laisse que peu de temps à consacrer à la poésie, cependant la Première Guerre mondiale l'incite à exprimer ses idées politiques et patriotiques avec L'Épopée, couronnée par l'Académie française en 1919. Poussé par l'amitié franco-italienne, il écrit deux poèmes Italie en 1917 et La vision en 1922.

## L'homme de théâtre
Après une révocation temporaire pour avoir manifesté sa passion républicaine, c'est en 1875 qu'il quitte son poste de professeur au lycée Charlemagne de Paris afin de se consacrer au journalisme dans la presse quotidienne et à sa seconde passion, la dramaturgie.
Attiré très jeune par le théâtre, Gustave Rivet écrit pour son plaisir et ses amis de collège Le Punch en 1866, puis Énée à Carthage en 1868 et une satire le 23 mai 1871. Le drame en vers est son genre de prédilection. Sa première pièce à succès sort au théâtre de l'Alhambra en 1874 sous le titre Le Cimetière Saint-Joseph.
Écrite en 1873, sa plus glorieuse représentation Marie Touchet, est présentée au théâtre de l'Odéon en 1881.
« Ne cherchez plus l'amante en moi ! Je suis une âme

Qui vous juge et vous dit : Vous êtes un infâme ! »
Puis c'est un drame bourgeois intitulé Le Châtiment crée en 1879 dans lequel apparaît le thème de la recherche de paternité. Une loi sera votée par le Sénat en 1910 sous l'impulsion de Gustave Rivet autorisant la recherche de paternité. Suivront d'autres pièces au théâtre Montparnasse comme Le Droit du père en 1908 sur le thème de la liberté ou comme le drame, Hernani, inspiré de l'œuvre de Victor Hugo.

## L'homme politique
Après quelques postes dans les ministères, l'homme de la troisième république commence alors à 35 ans une très longue carrière politique de 41 ans. Il est élu député, conseiller général, puis sénateur de l'Isère.

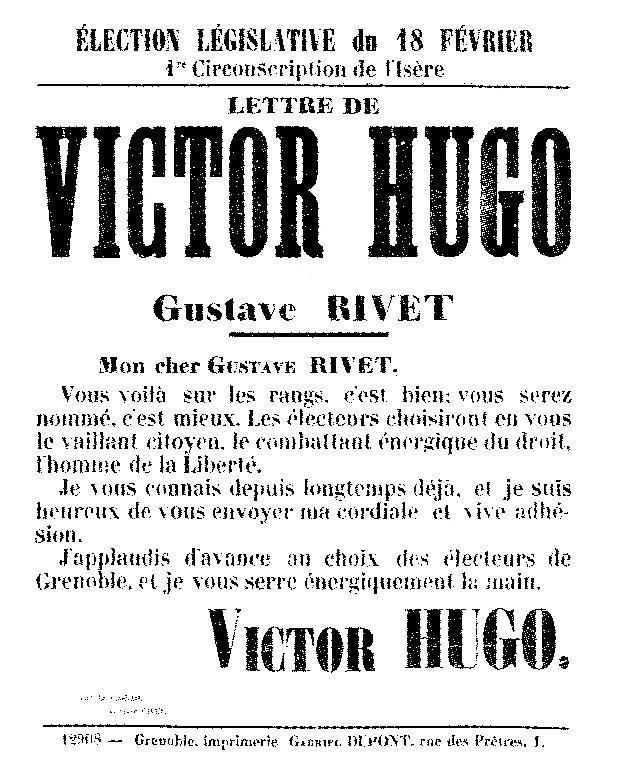
Affiche où Hugo soutient Rivet

Du 18 février 1883 au 27 avril 1902, il est réélu député de la première circonscription de Grenoble. Son premier adversaire est un autre républicain, l'ancien internationaliste et communard Aristide Rey, frère du maire de Grenoble, Édouard Rey. Gustave Rivet va mettre dans son camp son ami Victor Hugo afin de remporter l'élection. À la Chambre des députés, vice-président de la gauche radicale, il défend les agriculteurs et le groupe viticole. Il est réélu successivement en 1885, 1889, 1893 et devient questeur à la Chambre des députés de 1898 à 1902.
Le 1er août 1886, il est élu conseiller général de Domène et le restera jusqu'en 1904 où il est battu. Mais il représente tout de même le canton de Goncelin de 1905 à 1907.
Le 26 juillet 1903, brillant orateur qui fait ses discours en vers, Gustave Rivet est élu sénateur face à son adversaire, Stéphane Jay, le maire de Grenoble. Entre 1907 et 1909, il assure la direction politique du journal Le Radical. En avril 1910, avec un groupe de sénateurs, il est reçu à l'ambassade des États-Unis, où il rencontre le président Roosevelt. Cette année-là, il voyage beaucoup d'après ses carnets intimes, Suisse, Belgique, Piémont et surtout dans son département de l'Isère. Il est questeur au sénat de 1911 à 1918 et devient vice-président du Sénat à partir du 15 mai 1923. Il sera réélu sénateur jusqu'au 6 janvier 1924.
Gustave Rivet fait partie de 1888 à 1931 de la ligue franco-italienne qui a pour but de resserrer les liens d'amitié entre les deux pays. Il est vice-président puis président de cette ligue jusqu'en 1931. Il fait de nombreux voyages en Italie et entretien des relations privilégiées avec le général italien Ricciotti Garibaldi et ses six fils. Il participe activement au rapprochement des deux pays qui aboutira en 1915 à l'entrée en guerre de l'Italie aux côtés de la France.
De 1924 à 1934, Gustave Rivet, retiré de la vie politique, est nommé directeur de l'asile d'aliénés de Perray-Vaucluse dans l'ancien département de Seine-et-Oise. Il reçoit la légion d'honneur en 1928 des mains du maréchal Joffre.

## Sa retraite

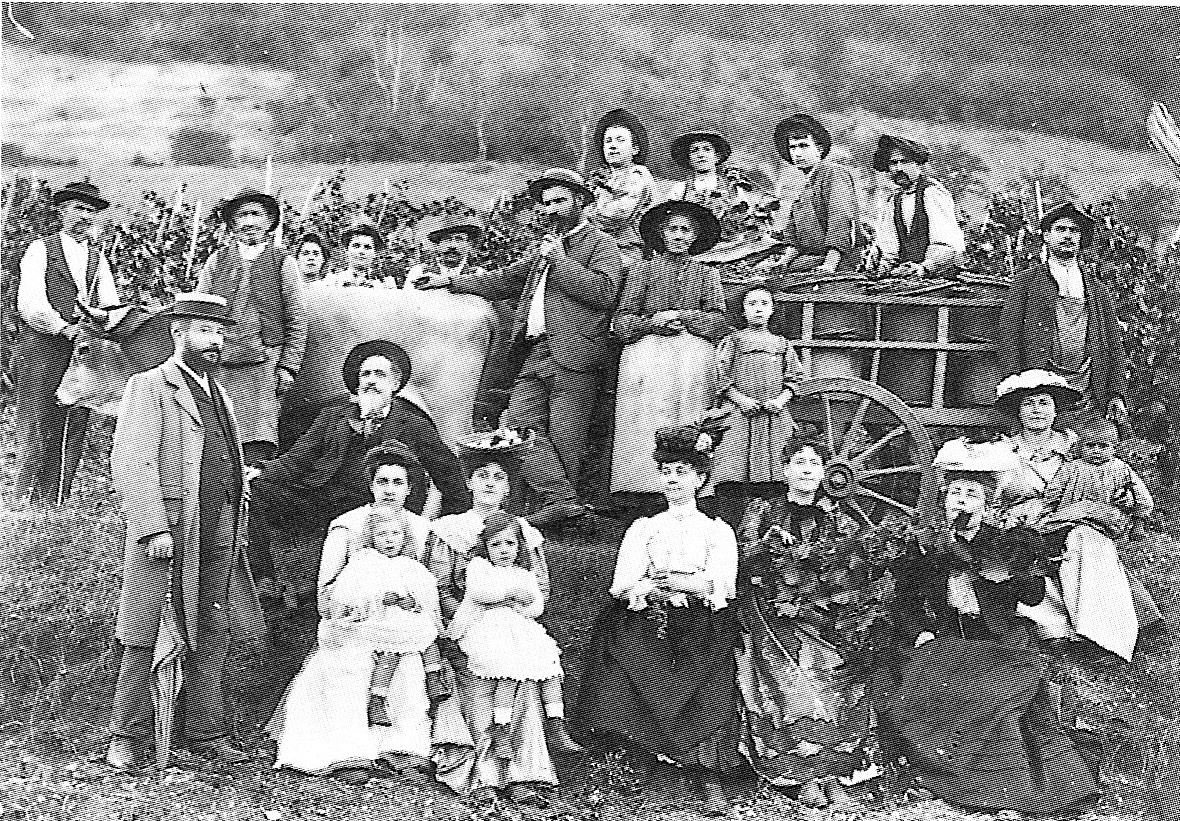
Vendanges au Fayet.

Acheté en 1894, le château du Fayet sur la commune de Barraux n'est alors qu'un bâtiment presque en ruine mais le site lui convient et surtout il a été le lieu d'un fait historique : Marie Touchet, maîtresse du roi Charles IX de France avait été exilée trois ans dans ce château pour mettre au monde son fils naturel le 28 avril 1573, le roi craignant une tentative criminelle sur l'enfant. Les carnets intimes de Gustave Rivet montrent qu'il s'est attaché à éclaircir cette histoire au point d'en écrire un drame, Marie Touchet.
En 1934, quatre ans après le décès de son épouse, il se retire dans ce château bien rénové. C'est dans cette demeure qu'il reçoit des admirateurs venus de tous les horizons et pratique l'art d'être grand-père.
Sa fille restera à ses côtés jusqu'à sa mort le 20 juin 1936 à l'âge de 88 ans. Il est inhumé à Domène où sa tombe porte son buste. Le 24 octobre 1937, un monument à sa mémoire est inauguré à Domène.
Une place portant son nom à Grenoble est créée en 1938 lors de l'ouverture des grands boulevards.

## Portraits de Gustave Rivet
- Buste de Gustave Rivet par Pierre Rambaud, plâtre. Collection musée de Grenoble (inv. MG 1685).